# Priscila Perales
Pour les articles homonymes, voir Elizondo.
| Miss Universe      | Riyo Mori        |
| Miss World         | Zhang Zilin      |
| Miss Earth         | Jessica Trisko   |
| Miss International | Priscila Perales |

Silvia Priscila Perales Elizondo (née le 24 février 1983 à Monterrey, Nuevo León) est un modèle de nationalité mexicaine, lauréate de Nuestra Belleza México (Miss Mexique) 2005 et de Miss International 2007.

## Biographie
Priscila Perales étudia les sciences de la communication à l'université de Monterrey. Hors des études, elle pratiquait le défilé de mode. En 2004, elle se plaça première dauphine du concours de beauté étatal de Monterrey. Elle remporta la compétition lors de sa deuxième participation, l'année suivante. Le 2 septembre 2005, elle devint Nuestra Belleza México à Aguascalientes et se qualifia ainsi pour Miss Univers.
Perales s'installa à Mexico où elle participa à divers événements de charité avec l'Organisation Nuestra Belleza Mexico et la Fondation Televisa, afin d'aider les enfants maltraités. Le 23 juillet 2006, elle représenta son pays pour Miss Univers à Los Angeles aux États-Unis. Elle se classa dans le Top 10. La compétition fut remportée par la portoricaine Zuleyka Rivera. La notoriété de Perales lui permit de travailler un temps comme présentatrice aux informations télévisées.
En 2007, le comité de Nuestra Belleza Mexico obtint la franchise Miss International et choisit Priscila Perales comme première représentante. Le 15 octobre 2007, à Tokyo, Perales remporta la compétition, devenant la première mexicaine Miss International. 
En 2012 , elle est choisie dans le casting de Corazón valiente pour jouer le rôle de Nelly Balbuena ; une gouvernante de maison qui meurt à l'épisode 99.  Elle a également joué dans le feuilleton Amor prohiba